# Sefströmgletsjer
De Sefströmgletsjer is een gletsjer in Nationaal park Noordoost-Groenland in het oosten van Groenland. 
De gletsjer is waarschijnlijk vernoemd naar Nils Gabriel Sefström.

## Geografie
De gletsjer is zuidoost-noordwest georiënteerd en heeft een lengte van meer dan vijftien kilometer. Ze heeft meerdere zijtakken die onderweg bij de hoofdtak komen. Ze mondt in het noordwesten uit in het Alpefjord.
De gletsjer ligt in het noordwesten van de Stauningalpen (Scoresbyland). Vlak voor de monding voegt de Gullygletsjer zich aan de noordzijde samen met de Sefströmgletsjer. Op ruim zeven kilometer naar het zuiden ligt de Krabbegletsjer, op ruim tien kilometer naar het zuidwesten de gletsjertong van de Spærregletsjer en op ongeveer vijf kilometer naar het noordwesten ligt de Trekantgletsjer.